# Prima battaglia di Polack
La prima battaglia di Polack avvenne tra il 17 e il 18 agosto 1812 durante la campagna di Russia della Grande Armata di Napoleone. Presso Polack le truppe russe comandate dal generale Peter Wittgenstein combatterono duramente per bloccare l'avanzata delle forze francesi guidate dal maresciallo Laurent de Gouvion-Saint-Cyr e dal maresciallo Nicolas Oudinot.

## Antefatti
Il fronte settentrionale della campagna di Russia era stato affidato ai marescialli Oudinot e Saint-Cyr, che avevano come principali obiettivi bloccare una possibile offensiva russa lungo le retrovie e secondariamente tentare di raggiungere la capitale dell'impero zarista, San Pietroburgo. 
L'iniziale avanzata francese venne fermata dalle truppe del generale Wittgenstein a Kljasticy, dove era riuscito a respingere le truppe francesi una prima volta, sebbene con perdite notevoli. Dopo tale battaglia ed altri scontri minori, le armate francesi si ritirarono verso Polack, mantenendo la linea difensiva sulla Dvina Occidentale.

## Lo scontro

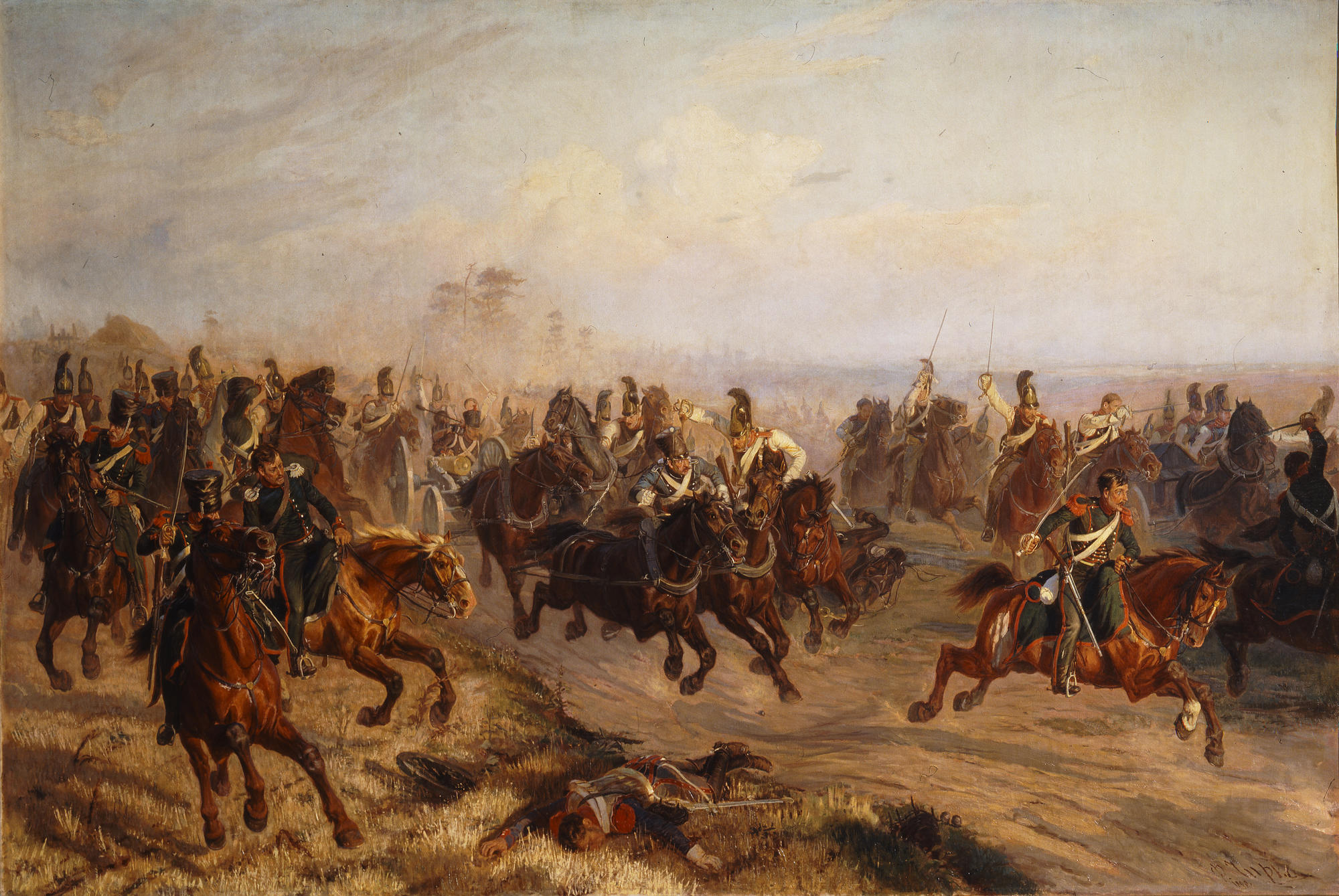
Scontri di cavalleria a Polack

Nella prima mattinata del 17 agosto 1812 il 1º corpo di fanteria dell'esercito russo attaccò le posizioni francesi vicino al villaggio di Spas, obbligando le truppe francesi alla ritirata. Il comandante francese Oudinot spostò unità addizionali nel settore in cui avveniva l'attacco sferrando un contrattacco nel punto centrale. Fino alla notte le truppe russe e francesi riuscirono a mantenere le loro posizioni. Oudinot fu ferito e dovette cedere il comando al maresciallo Laurent de Gouvion-Saint-Cyr.
La mattina successiva Gouvion Saint-Cyr preparò una nuova offensiva. Egli riuscì a far ritirare le truppe russe dall'area dell'offensiva, e ad attaccare immediatamente il fianco sinistro e il centro dell'armata russa. In questa fase le truppe francesi riuscirono a sfondare, catturando sette cannoni ai russi. Quando la sconfitta sembrava imminente, Wittgenstein organizzò un contrattacco con la cavalleria. Ciò causò sconforto tra le truppe francesi, che cessarono l'offensiva e si ritirarono. Wittgenstein, a sua volta, si ritirò verso Drissa.

## Conseguenze
Le perdite, inclusi i feriti ed i dispersi, per entrambi gli schieramenti furono più o meno equivalenti: sebbene le varie fonti siano discordanti, si parla di un numero minimo di 2 000 caduti fino ad un massimo di 5 000-6 000.
Per i due mesi successivi sia le truppe francesi che le truppe russe cessarono ogni tentativo teso a guadagnare posizioni rispetto al nemico. Le truppe russe continuarono a difendere le proprie posizioni, lentamente reclutando nuove truppe. Due mesi dopo la battaglia, i russi lanceranno una controffensiva, sempre a Polack.
Il generale Wittgenstein, per aver bloccato le forze francesi dirette alla capitale russa, ricevette l'onorificenza di "Salvatore di San Pietroburgo". Allo stesso tempo, il 27 agosto, Saint-Cyr ricevette ufficialmente la nomina a maresciallo di Francia per l'eccellente conduzione della battaglia in sostituzione di Oudinot.